# Реформы Клисфена

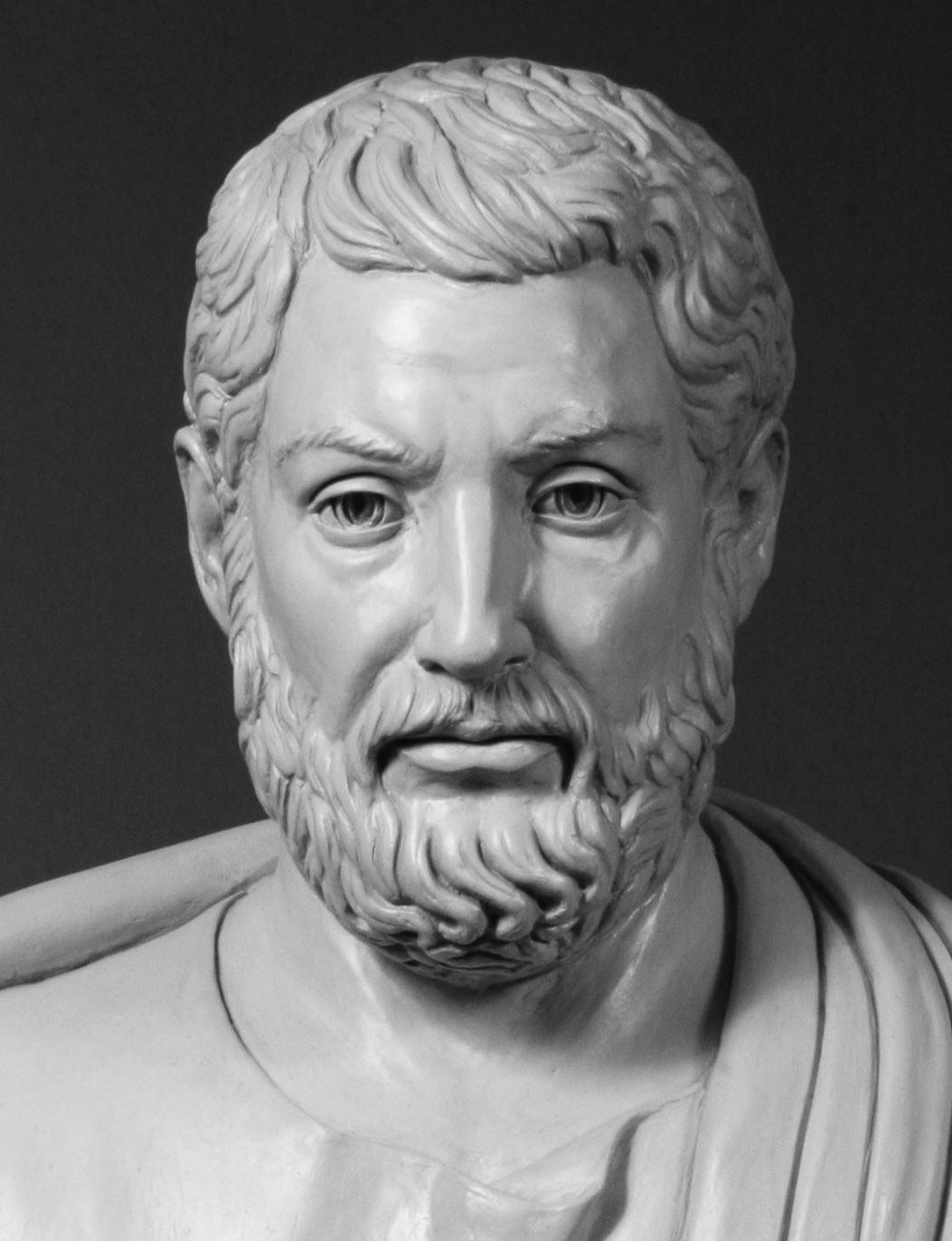
Бюст Клисфена. Современная работа 2004 года

Реформы Клисфена были проведены вскоре после свержения тирании Писистратидов в Древних Афинах в конце VI века до н. э. Результатом нововведений стало возникновение демократии. Само слово «демократия» появилось вследствие реформ Клисфена. Власть переходила к «демосу», что обозначало не «народ» в современном понимании этого слова, а полноправных граждан, членов одного из территориальных округов демов Аттики.

## Предыстория
После падения тирании Писистратидов в 510 году до н. э. в Афинах возобновилась внутренняя борьба за власть. Главой партии аристократов был Исагор, которому противостоял вождь демоса Клисфен. Исагор обратился за помощью к спартанцам. Войско под началом спартанского царя Клеомена заняло Афины, Клисфен со своими сторонниками был вынужден бежать из города. Владычество Исагора и спартанцев, однако, было недолгим. Через некоторое время народ восстал. Спартанцы были вынуждены занять Акрополь, где провели два дня в осаде. На третий день Клеомен капитулировал и Клисфен со сторонниками смог вернуться в родной город.
Реформы, предпринятые Клисфеном в 508—507 годах до н. э., были направлены на ослабление политического влияния аристократии, которая при сохранении прежних порядков сохраняла бы своё значение.

## Территориальная реформа

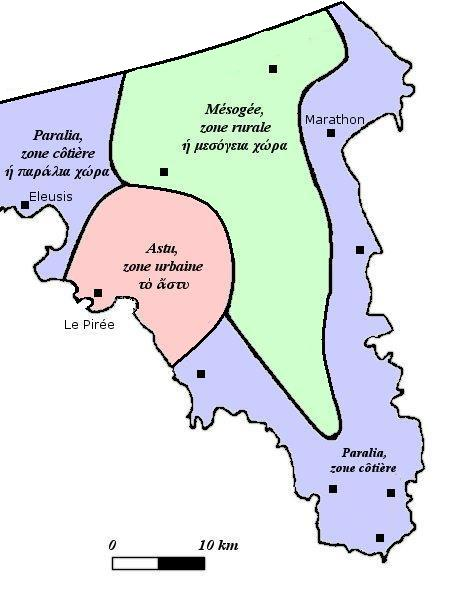
Схематическая карта Аттики с выделением городской, прибрежной и внутренней зон

Согласно Аристотелю, Клисфен создал территориальные округа демы и дал им названия. Современные учёные преимущественно считают, что демы в виде небольших посёлков и деревень существовали на момент прихода Клисфена к власти, но не играли существенной роли в политическом и административном обустройстве Аттики.
Дем можно представить микрополисом. Каждая община имела свои органы власти, собрание демотов. Главой администрации был демарх, которого избирали на один год. Преимущественно на собраниях демотов обсуждали местные вопросы, как то сдачу в аренду земли дема, финансирование общественных построек и религиозных обрядов. Система демов представляла по своей сути наличие однородных групп населения, которые живут по соседству и вместе решают общие проблемы.
Клисфен окончательно оформил вопрос афинского гражданства. Полноправным гражданином мог быть только член дема. Именно дем отвечал за кооптирование новых граждан путём приёма их в свои списки после голосования демотов. Несколько поколений могло жить в Афинах в статусе метэков, не обладая гражданскими правами. Согласно реформе отчество заменили названием дема. Это требование полностью реализовано не было. Впоследствии при официальном именовании соединяли оба способа, например «Перикл, сын Ксанфиппа, холаргиец». Гражданин мог проживать в любом из демов, покупать дома, но при этом он продолжал числиться в том из них, к которому принадлежали его предки на момент «прописки» во время реформы Клисфена. Живущий в чужом деме должен был платить особый налог.
Аттику поделили на три области — городскую, прибрежную и центральную. Каждую из областей поделили на 10 триттий (размером в 1½-2 квадратные мили) из одного или нескольких демов. Три, расположенные на отдалении триттии из различных областей, составляли филу. Каждая из фил и триттий были сопоставимы по населению. Особенностью реформы стало распределение триттий по филам случайным образом. Фила состояла из хаотично расположенных городских, прибрежных и внутренних демов. Смысл нововведения заключался в том, что региональные интересы в филе не могли возобладать над общегосударственными. Афины, которые также поделили на демы, переставали существовать в качестве города-государства. Афины с политической точки зрения «растворились» в Аттике, либо, по образному выражению Р. Осборна, «расширили свои границы» до государственных пределов. Одновременно город становился политическим центром. Представители расположенных в различных уголках Аттики демов одной филы для решения общих вопросов должны были собираться в одном, наиболее подходящем для всех месте. Таковым закономерно стали Афины.
Новые 10 фил назвали именами аттических мифологических персонажей, чьи имена выбрала пифия. Таким образом реформа была проведена как бы с ведома и при поддержке богов.

## Политическая реформа
Согласно реформам Солона в Афинах существовал государственный совет Буле. В его состав входило 400 человек. Функцией Буле была разработка законопроектов пробулевм, которые должно было утверждать Народное собрание. Клисфен увеличил состав Буле до 500. Реформа не ограничивалась изменением количества членов совета. Совет пятисот избирался из каждого дема. Квота каждой из десяти фил составляла 50 человек. Члены совета избирались путём ежегодной жеребьёвки среди демотов. Каждый дем представлял определённое количество людей в законодательный орган. Так как в этом государственном органе были представители всего демоса Аттики, избираемые случайной жеребьёвкой, то Буле отражало господствующие в народе мнения и политические течения.
В составе Буле каждая из фил по жребию получала пританию. В её обязанности входили созыв и ведение Народного собрания, международные переговоры, приём послов, подсчёт поступлений в казну и др. После отчётного доклада пританию принимали на себя следующие 50 булевтов из другой филы. Остальные 450 членов Буле заседали по мере надобности. Каждая из пританий исполняла свои функции в течение 35 или 36 дней.
Важной частью реформы стала не только организация работы государственных учреждений, но и процедура выбора членов Буле. Жеребьёвка, по результатам которой членом законодательного органа мог стать любой афинянин, как аристократ-евпатрид, так и обычный полноправный демот, исключила саму возможность связанных с выборами распрей.
Также возросла роль Народного собрания. Суд также перешёл от «аристократического» Ареопага к народу. Из каждой филы в народный суд гелиею путём жеребьёвки набирали по 600 человек.
Для предотвращения угрозы тирании со стороны выдающихся личностей, которые могли угрожать власти демоса, но при этом никак не нарушали закон, была введена процедура остракизма. Человек, подвергнутый остракизму, был вынужден уехать за пределы Аттики на десять лет. Одновременно он сохранял всё своё имущество и гражданские права, возвращаемые по истечении этого срока.

## Последствия
Реформы Клисфена стали одним из ключевых этапов развития Древних Афин. В стране сформировалась демократия, основу которой заложил ещё Солон в 590-х годах до н. э. В политическую жизнь стал активно включаться демос, а сами реформы поспособствовали появлению политиков из народа.
Проведенные Клисфеном реформы значительно уменьшили политическое влияние аристократических родов-фратрий.